# 美紋真小鯉
美紋真小鯉（學名：Cyprinella callitaenia）為輻鰭魚綱鯉形目雅羅魚科真小鯉屬的其中一種，分布於北美洲美國喬治亞州、阿拉巴馬州、佛羅里達州的阿帕拉契科拉河]]流域，體長可達9公分，棲息在沙石底質的小溪流底中層水域，生活習性不明。

## 扩展阅读
- 維基物種上的相關：美紋真小鯉